# Аттракция (риторика)
Аттракция (от лат. attractio «притягивание») — оборот, грамматически выражающийся в отсутствии синтаксической связи между двумя членами предложения. Примеры аттракции: «убит ногами слонами», «обносили чашей зелёным вином» вместо — убит ногами слонов, обносили чашей зелёного вина. Аттракция восходит к эпохе господства в языке паратактического строя. Существенная особенность этого строя состояла в том, что подлежащее не допускало при себе развития никаких других членов, кроме приложения и атрибутивного прилагательного в нечленной форме; приименный родительный падеж в старославянском и старорусском языках был невозможен. Нельзя было сказать церковь Спаса, а церковь Спас. Сказуемое могло развивать в себе только дополнения в одном падеже; нельзя было сказать — видели меня идущим, — а видеста мя идуща и т. д.
Аттракция (привлекать, притягивать) — понятие, обозначающее возникновение при восприятии человека человеком привлекательности одного из них для другого. Формирование привязанности, симпатии.
Это отсутствие синтаксической перспективы можно сравнить с таким же отсутствием перспективы в древнерусской живописи. При дальнейшем развитии языка и гипотактическом направлении, противоположном паратактическому, аттракция удержалась в эпитетах. Определяемое слово могло принимать формы разных падежей, а сложный эпитет продолжал оставаться в именительном. В современном языке аттракция ослабляется при посредстве предлогов: у меня в квартире (в моей квартире) и т. д.